# 和歌山県道32号紀伊田辺停車場線
和歌山県道32号紀伊田辺停車場線（わかやまけんどう32ごう きいたなべていしゃじょうせん）は、紀伊田辺停車場から和歌山県田辺市湊に至る県道（主要地方道）である。

## 概要

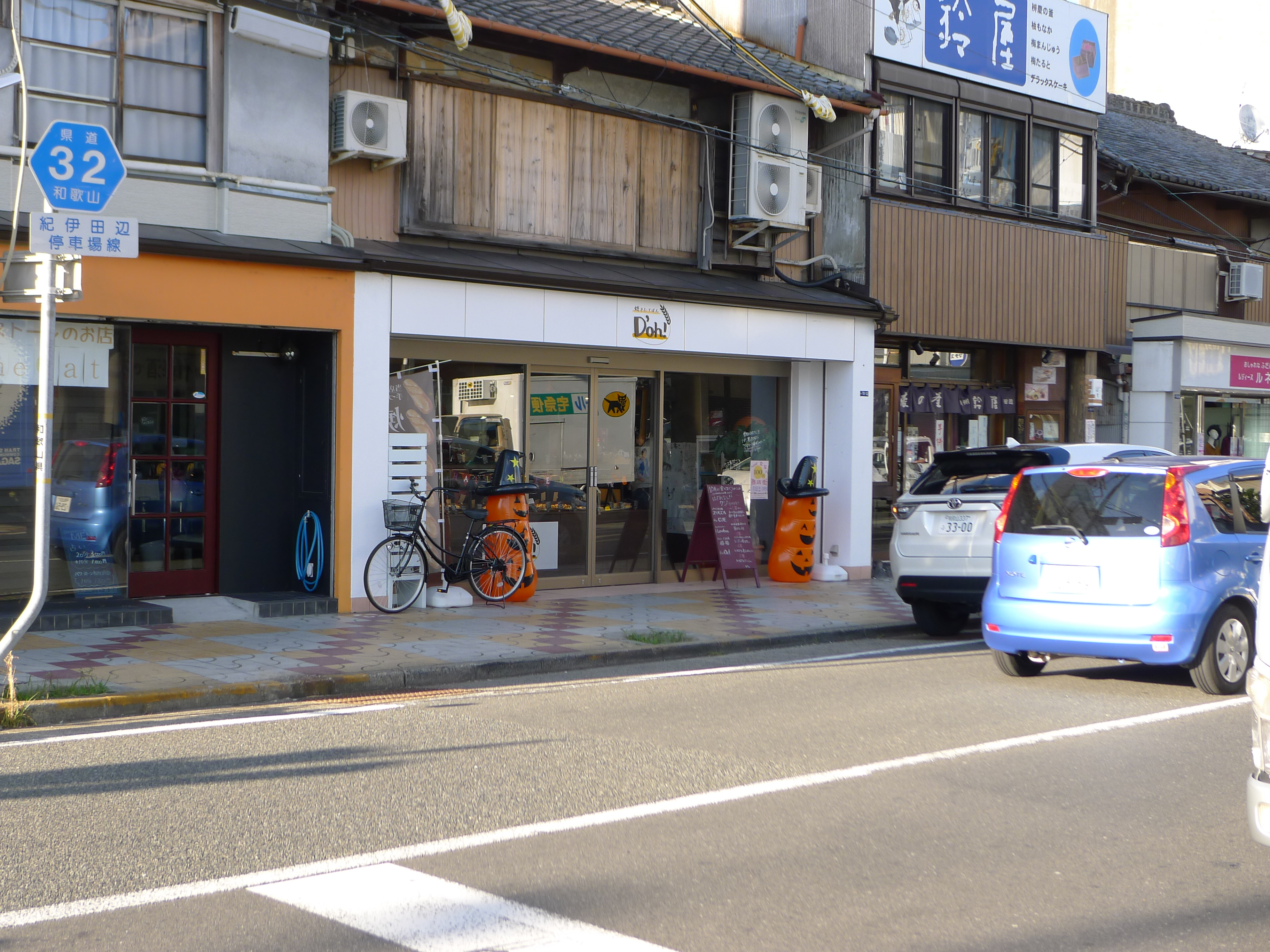
終点となる湊交差点付近

JR紀伊田辺駅を中心とする田辺市中心市街地にあり、沿線には駅前商店街が広がる。また、田辺都市計画道路3・4・3駅前扇ヶ浜線の一部に指定されており、起点から終点まで一直線に全線で両側2車線の道路に整備されている。現行の道路法に基づく主要地方道として全国で初めて指定された路線のうちの1つである。

### 路線データ
- 起点：田辺市湊（紀伊田辺駅）
- 終点：田辺市湊
- 路線延長：161m[3]

## 歴史
本路線は、旧道路法（大正8年法律第58号）によって指定されていた県道紀伊田辺停車場線をそのまま継承したものである。道路法（昭和27年法律第180号）第56条の規定に基づき、主要な都道府県道として1954年に指定され、同法第7条の規定に基づいて同年に和歌山県が認定した。以降は名称や起終点は合併や住居表示などによる地名の変更もなく現在に至る。

### 年表
- 1954年（昭和29年）1月20日 - 建設省（当時）が紀伊田辺停車場線として主要地方道に指定[4]。
- 1954年（昭和29年）4月6日 - 和歌山県が主要地方道として紀伊田辺停車場線を認定するとともに供用を開始[5]。
- 1993年（平成5年）5月11日 - 建設省から、県道紀伊田辺停車場線が紀伊田辺停車場線として主要地方道に再指定される[6]。

## 地理

### 通過する自治体
- 田辺市

### 交差する道路
- 和歌山県道208号秋津川田辺線（田辺市湊）
- 和歌山県道29号田辺龍神線・和歌山県道31号田辺白浜線・和歌山県道206号文里湊線（終点）